# Annett Böhmová
Annett Böhm, (* 8. leden 1980 Meerane, Německá demokratická republika) je bývalá reprezentantka Německa v judu. Je držitelkou bronzové olympijské medaile.

## Sportovní kariéra
S judem začala v 7 letech v rodném městě. V 15 letech se přesunula do Lipska, kde se připravovala pod vedením Norberta Littkopfa. Její hlavní rivalkou v německé reprezentaci byla Heide Wollertová.
V reprezentaci nahradila ve střední váze po olympijských hrách v Sydney v roce 2000 Yvonne Wansartovou. V roce 2003 se kvalifikovala bronzovou medailí z mistrovství světa přímo na olympijské hry v Athénách v roce 2004. Na olympijský turnaj se připravila velmi dobře, nestačila pouze na Nizozemku Boschovou a získala bronzovou olympijskou medaili.
Po olympijských hrách v Athénách se potýkala s častými zdravotními problémy, ale na olympijské hry v Pekingu v roce 2008 se opět připravila poctivě. Vybojovala 5. místo. Vzápětí ukončila sportovní kariéru. Věnuje se novinářské práci. Bývá spolukomentátorkou online přenosů z judistických turnajů.

## Výsledky
| Turnaj             | 1997         | 1998         | 1999         | 2000         | 2001         | 2002         | 2003         | 2004         | 2005         | 2006         | 2007         | 2008         |
| Turnaj             | 17           | 18           | 19           | 20           | 21           | 22           | 23           | 24           | 25           | 26           | 27           | 28           |
| Turnaj             | střední váha | střední váha | střední váha | střední váha | střední váha | střední váha | střední váha | střední váha | střední váha | střední váha | střední váha | střední váha |
| ------------------ | ------------ | ------------ | ------------ | ------------ | ------------ | ------------ | ------------ | ------------ | ------------ | ------------ | ------------ | ------------ |
| Olympijské hry     |              |              |              | —            |              |              |              | 3.           |              |              |              | 5.           |
| Mistrovství světa  | —            |              | —            |              | úč.          |              | 3.           |              | 5.           |              | úč.          |              |
| Mistrovství Evropy | —            | —            | —            | 5.           | úč.          | 5.           | —            | —            | —            | —            | —            | —            |
| MS juniorů         |              | úč.          |              |              |              |              |              |              |              |              |              |              |
| ME juniorů         | 1.           | úč.          | 2.           |              |              |              |              |              |              |              |              |              |